# К-322 «Кашалот»
| К-322 «Кашалот»                                                                               | К-322 «Кашалот»                                                             | К-322 «Кашалот»                                                             |
| --------------------------------------------------------------------------------------------- | --------------------------------------------------------------------------- | --------------------------------------------------------------------------- |
| К-322 «Кашалот»                                                                               |                                                                             |                                                                             |
|                                                                                               |                                                                             |                                                                             |
| Схематичне зображення підводного човна проєкту 971 «Щука-Б», до якого належав К-322 «Кашалот» |                                                                             |                                                                             |
| Верф                                                                                          | завод № 199, Комсомольськ-на-Амурі                                          | завод № 199, Комсомольськ-на-Амурі                                          |
| Під прапором                                                                                  | СРСР Росія                                                                  | СРСР Росія                                                                  |
| Належність                                                                                    | Військово-морський флот СРСР · Військово-морські сили Російської Федерації  | Військово-морський флот СРСР · Військово-морські сили Російської Федерації  |
| Порт приписки                                                                                 | Вілючинськ, Бухта Крашеніннікова                                            | Вілючинськ, Бухта Крашеніннікова                                            |
| На честь                                                                                      | Братськ                                                                     | Братськ                                                                     |
| Закладений                                                                                    | 5 вересня 1986                                                              | 5 вересня 1986                                                              |
| Спуск на воду                                                                                 | 18 липня 1987                                                               | 18 липня 1987                                                               |
| Введений до складу флоту                                                                      | 30 грудня 1988                                                              | 30 грудня 1988                                                              |
| Перейменований                                                                                | З 13 квітня 1993 року — «Кашалот»                                           | З 13 квітня 1993 року — «Кашалот»                                           |
| Виведений зі складу флоту                                                                     | 2019                                                                        | 2019                                                                        |
| На службі                                                                                     | 1989–2019                                                                   | 1989–2019                                                                   |
| Сучасний статус                                                                               | перебуває в процесі утилізації                                              | перебуває в процесі утилізації                                              |
| Бойовий досвід                                                                                | Холодна війна                                                               | Холодна війна                                                               |
| Проєкт                                                                                        |                                                                             |                                                                             |
| Тип ПЧ                                                                                        | багатоцільовий атомний підводний човен                                      | багатоцільовий атомний підводний човен                                      |
| Розробник проєкту                                                                             | СПМБМ «Малахіт»                                                             | СПМБМ «Малахіт»                                                             |
| Класифікація НАТО                                                                             | Akula-II                                                                    | Akula-II                                                                    |
| Основні характеристики                                                                        |                                                                             |                                                                             |
| Швидкість (надводна)                                                                          | 16,5 вузлів (30,5 км/год)                                                   | 16,5 вузлів (30,5 км/год)                                                   |
| Швидкість (підводна)                                                                          | 27 вузлів (50 км/год)                                                       | 27 вузлів (50 км/год)                                                       |
| Робоча глибина занурення                                                                      | 520 м                                                                       | 520 м                                                                       |
| Гранична глибина занурення                                                                    | 600 м                                                                       | 600 м                                                                       |
| Автономність плавання                                                                         | 100 діб                                                                     | 100 діб                                                                     |
| Екіпаж                                                                                        | 73 особи                                                                    | 73 особи                                                                    |
| Розміри                                                                                       |                                                                             |                                                                             |
| Довжина найбільша (по КВЛ)                                                                    | 110,3 м                                                                     | 110,3 м                                                                     |
| Ширина корпусу найб.                                                                          | 13,6 м                                                                      | 13,6 м                                                                      |
| Середня осадка (по КВЛ)                                                                       | 9,6 м                                                                       | 9,6 м                                                                       |
| Водотоннажність надводна                                                                      | 8 140 т                                                                     | 8 140 т                                                                     |
| Силова установка                                                                              |                                                                             |                                                                             |
| Атомна: 1 × ядерний ректор ОК-650Б3                                                           |                                                                             |                                                                             |
| Гвинти                                                                                        | 2                                                                           | 2                                                                           |
| Потужність                                                                                    | 190 МВт                                                                     | 190 МВт                                                                     |
| Озброєння                                                                                     |                                                                             |                                                                             |
| Торпедно- мінне озброєння                                                                     | 4 × 650-мм торпедні апарати (12 торпед) і 4 × 533-мм ТА калібру (28 торпед) | 4 × 650-мм торпедні апарати (12 торпед) і 4 × 533-мм ТА калібру (28 торпед) |
| Ракетне озброєння                                                                             | ракетний комплекс морського базування РК-55 «Гранат»                        | ракетний комплекс морського базування РК-55 «Гранат»                        |
| ППО                                                                                           | ПЗРК «Стріла-3М»                                                            | ПЗРК «Стріла-3М»                                                            |

К-322 «Кашалот» (рос. К-322 «Кашалот») — радянський/російський багатоцільовий атомний підводний човен проєкту 971 «Щука-Б». Закладений 5 вересня 1986 року під назвою К-322 на заводі заводі № 199 у Комсомольськ-на-Амурі під заводським номером 513. 18 липня 1987 року спущений на воду. 30 грудня 1988 року включений до складу Тихоокеанського флоту ВМФ СРСР. 13 квітня 1993 року отримав назву «Кашалот».

## Історія
25 січня 1989 року К-322 був зарахований до складу ВМФ. 1 березня 1989 року човен включений до складу Тихоокеанського флоту (ТОФ). Увійшов до складу 45-ї дивізії підводних човнів 2-ї флотилії підводних човнів Тихоокеанського флоту з базуванням у Вілючинську (бухта Крашенінникова).
Влітку 1990 року виконував завдання бойової служби. Тривалість стеження за іноземними підводними човнами в поході становила більше 14 діб (354 години). Це був найкращий результат на той час — час стеження за іноземним підводним човном перевищував кращі досягнення підводних човнів ВМФ СРСР. 13 квітня 1993 року отримав назву «Кашалот».
У березні 1998 року ПЧ передано до складу 10-ї дивізії підводних човнів 2-ї флотилії підводних човнів ТОФ з колишнім місцем базування.
З 2013 року знаходився на території ФГУП «Амурський суднобудівний завод» у Комсомольську-на-Амурі в очікуванні ремонту. У січні 2015 року керівництво ВМС Індії звернулося з пропозицією про оренду АПЧ «Кашалот» після ремонту.
10 жовтня 2019 року прийнято рішення про недоцільність та технічну неможливість подальшого ремонту К-322 «Кашалот» та про утилізацію підводного човна у травні 2020 року. Роботи з утилізації почалися 2020 року на потужностях Амурського суднобудівного заводу. Замість К-322 у лізинг Індії планується передати К-331 «Магадан».